# Hylebainosoma tatranum
Hylebainosoma tatranum är en mångfotingart som beskrevs av Karl Wilhelm Verhoeff 1899. Hylebainosoma tatranum ingår i släktet Hylebainosoma och familjen Haaseidae. Inga underarter finns listade i Catalogue of Life.